# Palec (Kasprowy Wierch)

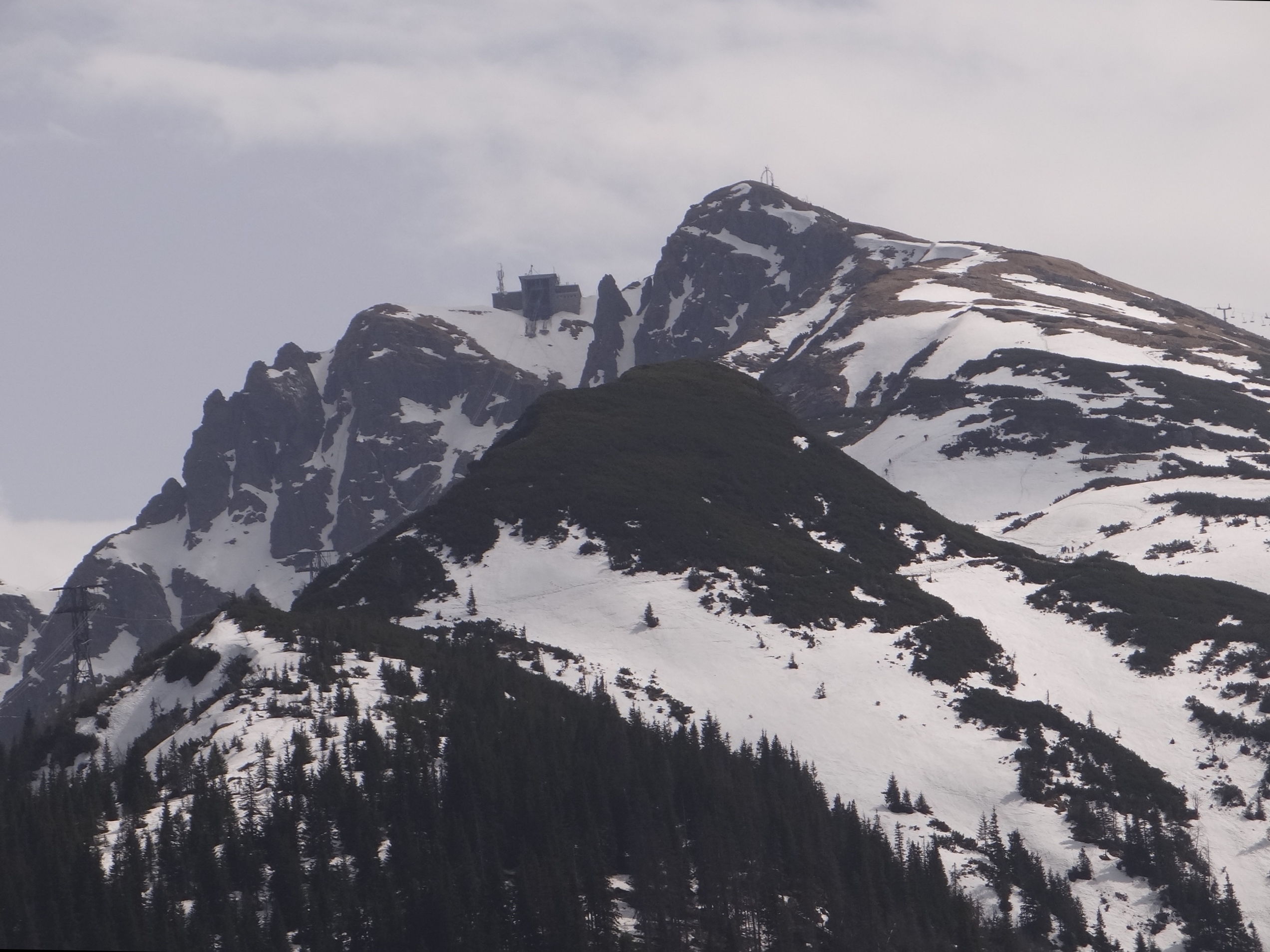
Palec widoczny po prawej stronie budynku kolejki linowej

Palec – duża skała w szczytowych partiach Kasprowego Wierchu w polskich Tatrach Zachodnich. Znajduje się w jego północno-wschodniej ścianie, nieco poniżej budynku górnej stacji kolejki linowej. Od dołu Palec widoczny jest po prawej stronie lin kolejki. Wspinali się nim taternicy. Pierwsze przejście prawą częścią ściany Palca: Marcin Józefowicz zimą (IV stopień w skali trudności UIAA), pierwsze przejście wschodnią ścianą Palca Jan Burzykowski i Ludwik Ziemblic we wrześniu 1955 (V stopień).
Z grani pomiędzy budynkiem stacji kolejki linowej a Palcem do górnej części Doliny Suchej Kasprowej opada bardzo stromy Żleb pod Palcem, którego nazwa pochodzi właśnie od Palca. Jeździli nim zimą narciarze i były to zjazdy ekstremalne. Obecnie cała Dolina Kasprowa to obszar ochrony ścisłej, zamknięty dla turystów, taterników i narciarzy.